# Murad Khoja
Murad Khoja (Amurath) fou un kan de l'Horda d'Or vers 1361-1363. D'acord amb Khuandemir va succeir a Tughluk Timur (Timur Khoja). La identidad de Murad Khoja segons Khuandemir és ben diferenciada a la de Merdud Khan (el fill de Mahmud Khizr) al que de vegades ha estat confós.
Murad va tenir la seva cort a Nova Sarai i encara que portat al tron per Mamai va tenir serioses divergències amb aquest i s'hi va enfrontar. Donat que no es coneix amb seguretat l'ascendència de Mamai ni la de Murad no se sap si eren parents propers. Andreu Constantinovitx de Nijni Nóvgorod, va anar a l'Horda probablement per rebre el yarligh i a la tornada fou atacat per un tàtar de nom Retahos; altres prínceps que van anar a Sarai van tenir una millor tornada a casa. L'enfrontament entre Murad i Mamai va portar a una divisió de l'Horda en que cadascun tenia un nombre de partidaris. Mamai va posar al tron a Abdulla Khan i va esclatar la guerra civil; una incursió de Mamai va matar diversos seguidors de Murad (1362) però a l'any següent fou aquest el que va fer una incursió va creuar el Volga i va matar molts partidaris de Mamai.
A Rússia Demetri Ivanovitx de Moscou, segurament amb el suport del metropolità Alexis, va reclamar el gran principat que havia estat concedit per Nuruzbeg al príncep Demetri Constantinovitx de Súzdal. La reclamació fou portada al judici del kan Murad que com diu Nikolai Karamzín "en mig de la guerra i les tribulacions va trobar consol en aquesta prova de confiança en el seu poder". Va cridar als dos pretendents a la seva presència i va concedir el gran principat a Demetri Ivanovitx de Moscou. El seu rival de Wladirmir-Súzdal es va negar a reconèixer el yarligh de Murad i a abandonar Vladímir i Pereyeslav Zalesky, però el príncep de Moscu, amb el suport dels seus boiars, el va atacar i el va obligar a fugir cap a Súzdal i es va coronar a Vladímir; el príncep només tenia 12 anys, però va respondre a la confiança dels seus partidaris. Encara que posat al tron pel kan Murad, Demetri volia també el suport del kan rival Abdullah i finalment un enviat d'aquest va anar a Vladímir amb un yarligh d'investidura. Demetri va retornar a Vladímir i per segona vegada va fer la cerimònia de coronació. Però això va ofendre a Murad. Ivan de Bielosersk estava en aquell moment (1363) a Sarai i fou enviat pel kan a Súzdal amb un delegat tàtar de nom Ilak i un yarligh que concedia a Demetri de Súzdal la reinvestidura del gran principat de Vladímir. Aquest va prendre possessió de la ciutat però el seu rival Demetri de Moscou, sabent la debilitat dels tàtars en aquell moment, va marxar a la zona i la va recuperar expulsant al pretendent, al que no obstant va permetre conservar Súzdal com el seu vassall. També els prínceps de Rostov, Starodub i Galítzia es van haver de sotmetre al jove gran príncep; mentre els lituans continuaven ampliant el seu poder i darrerament Olgerd havia ocupat Mitislav, Kíev i Belor (al principat de Smolesnk) sense deixar però la perpètua lluita contra polonesos i els Cavallers Teutònics de Livònia i el 1363 va atacar Podòlia on va trobar tres hordes tàrtares que nomaditzaven al Dnièper inferior, a les que va derrotar i les va expulsar cap a Crimea, arribant fins a Kherson que va saquejar matant als seus habitants i saquejant les esglésies i els tàtars a l'oest del Dnièper van esdevenir més o menys els subjectes de Lituània.
Monedes de Murad consten entre 1361 i 1363 encunyades a Gulistan. No se sap com va perdre el tron però cal sospitar que fou derrotat per Mamai i el seu protegit Abdullah Khan. Khuandemir diu que el va succeir Kutlugh Khoja.